# Olivia Hussey
Pour les articles homonymes, voir Hussey.
Olivia Hussey, née le 17 avril 1951 à Buenos Aires (Argentine) et morte le 27 décembre 2024 à Los Angeles (États-Unis), est une actrice britannico-américano-argentine.
Elle est principalement connue pour avoir joué le rôle de Juliette dans Roméo et Juliette (1968) de Franco Zeffirelli, puis celui de Jessica Bradford dans Black Christmas (1974) de Bob Clark et celui de Marie, la mère de Jésus, dans Jésus de Nazareth (1977) également réalisé par Zeffirelli.

## Biographie

### Origines et jeunesse
Olivia Hussey naît sous le nom d’état civil d'Olivia Osuna le 17 avril 1951 à Buenos Aires. 
Elle est la fille d’Andrés Bartolomé Osuna, chanteur argentin de tango connu sous le nom d’Osvaldo Ribó (es) (1927-2015), et d’Alma Joy Hussey (morte en 1989), secrétaire juridique, d'origine britannique. Ses parents divorcent en 1953.
Sa mère rentre en 1958 au Royaume-Uni (à Londres) avec ses deux enfants,. Elle élève sa fille dans la foi catholique,.
Par la suite, Olivia utilisera le nom de jeune fille de sa mère comme nom de scène.

### Carrière

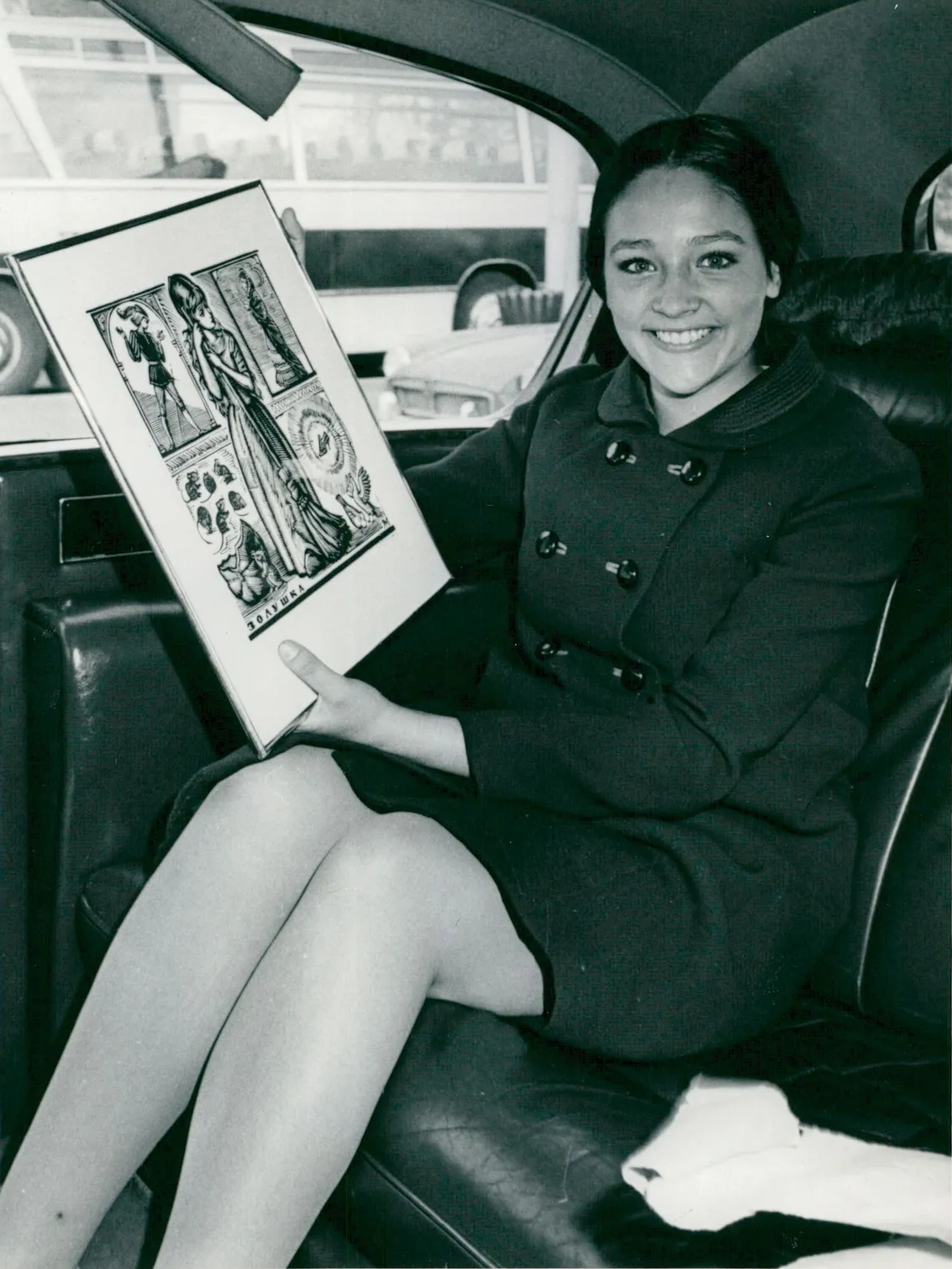
Olivia Hussey en 1968, l’année de la sortie de Roméo et Juliette.

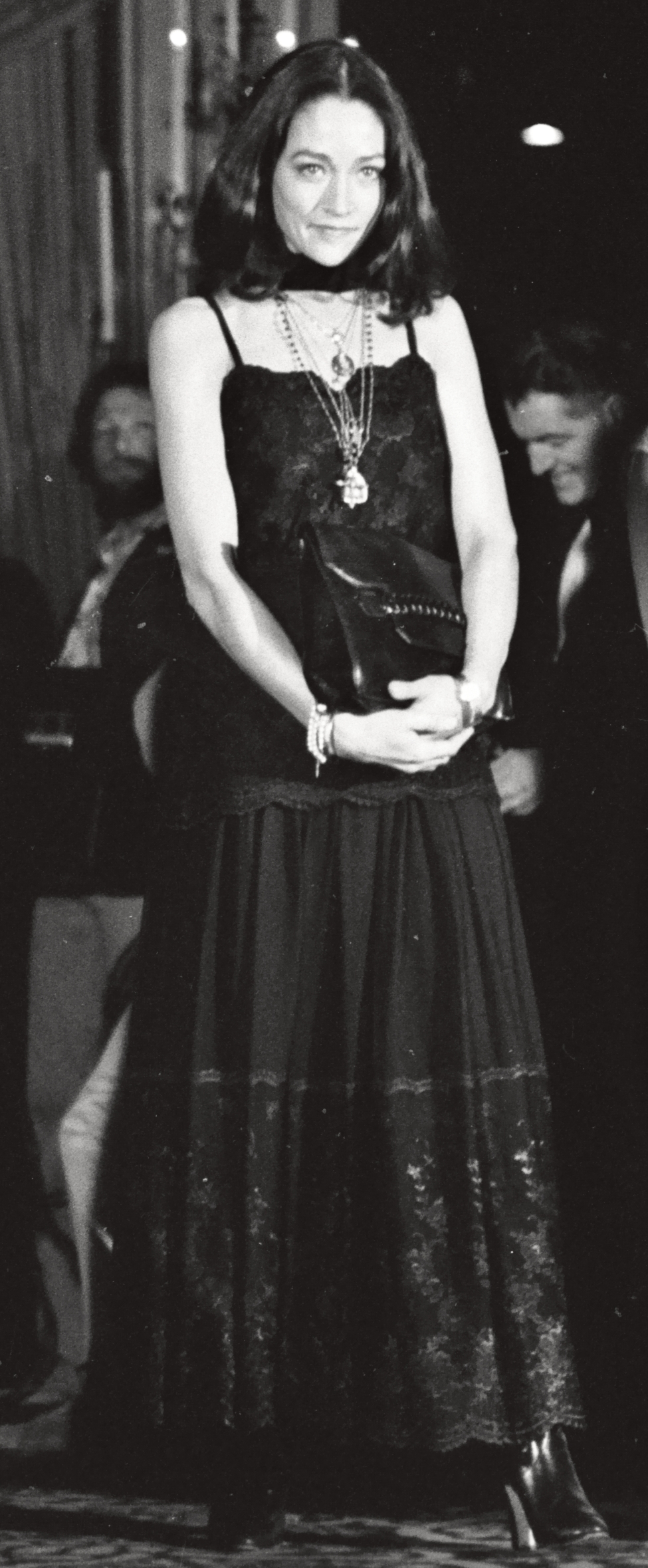
Olivia Hussey en 1979 à la Convention de la National Film Society of America.

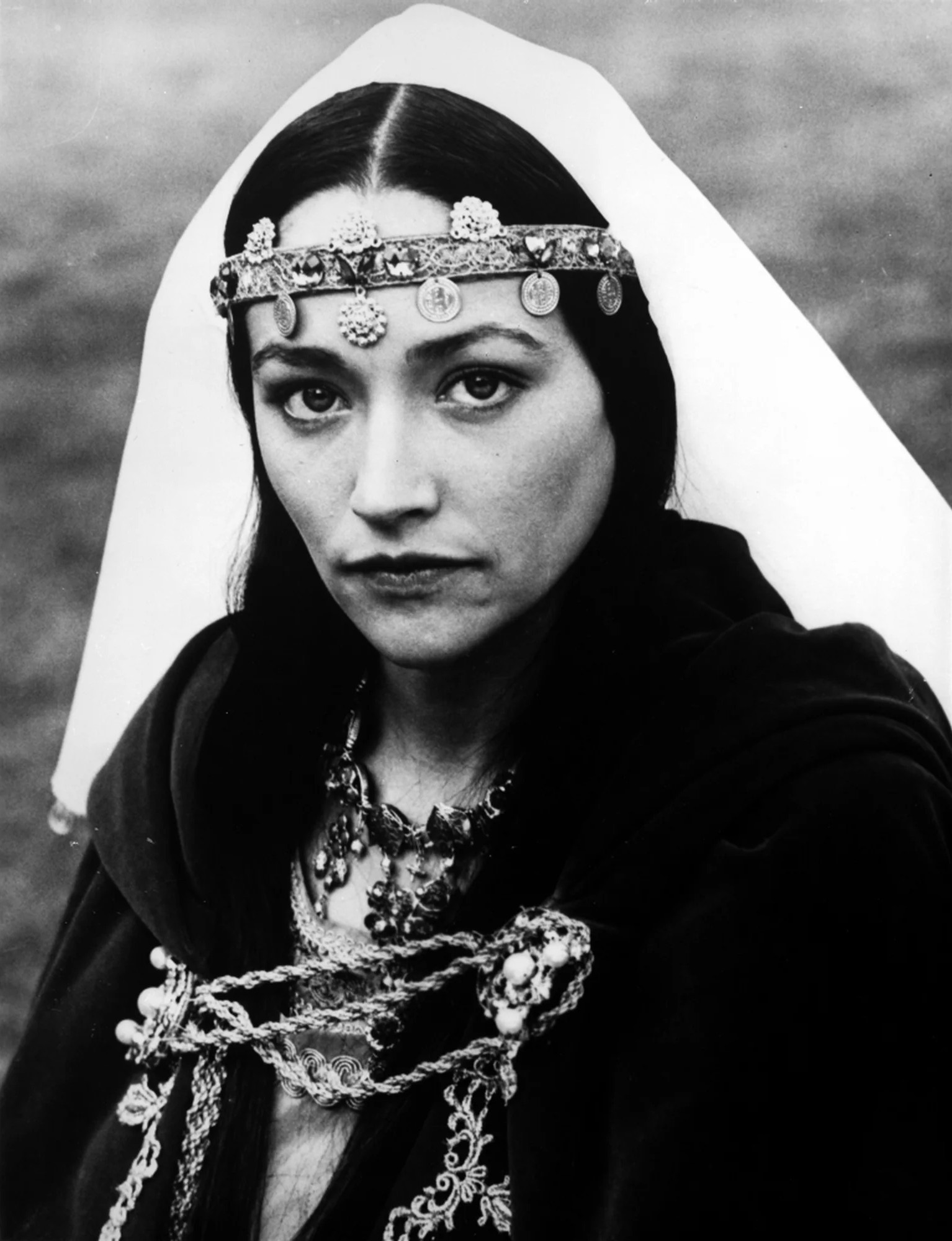
Olivia Hussey interprétant Rebecca dans le téléfilm de 1982, Ivanhoé, d’après le roman du XIXe siècle de Walter Scott.

Dès l’âge de 4 ans, Olivia Hussey est inscrite à un cours de théâtre. À 7 ans, elle suit les cours de théâtre de l’Italia Conti Academy (en). Sa mère n’ayant pas beaucoup d’argent pour payer ses cours, elle propose de jouer de petits rôles et de travailler comme mannequin.
Elle est attirée très tôt par le métier d’actrice et apparaît, dès l’âge de 12 ans, au cinéma, à la télévision, voire au théâtre,. C’est d’ailleurs son rôle de Jenny au théâtre à Londres dans The Prime of Miss Jean Brodie de Jay Presson Allen — initialement au côté de Vanessa Redgrave —, qui retient l’attention du réalisateur italien Franco Zeffirelli, venu assister à une représentation, après une audition pour Roméo et Juliette où il y avait environ 800 candidates uniquement pour Londres. Elle est alors âgée de 15 ans. Elle est choisie pour le rôle de Juliette après plusieurs auditions espacées de quelques mois, dont la dernière convainc Zeffirelli venu accompagné de Michael York et de cadres de la Paramount.
Ainsi, Olivia Hussey est principalement connue pour avoir joué, alors adolescente de 16 ans, le rôle de Juliette dans Roméo et Juliette (1968) de Zeffirelli puis, six ans plus tard, celui de Jessica Bradford dans le film d'horreur Black Christmas (1974) de Bob Clark et celui de Marie, la mère de Jésus, dans les mini-série et film Jésus de Nazareth (1977) également réalisés par Zeffirelli.
Sa prestation dans Roméo et Juliette lui vaut un Golden Globe de la révélation féminine en 1969.
Après l’immense succès de ce film, de nombreuses propositions affluent comme le rôle de Mattie Ross — au côté de John Wayne, dans Cent Dollars pour un shérif, une première adaptation du roman True Grit —, ou celui de Anne Boleyn dans Anne des mille jours : néanmoins, le producteur Hal Wallis retire ces deux offres après qu’Olivia Hussey a malencontreusement critiqué le jeu d’acteur de John Wayne.
En 1988, elle est à l’affiche du film La Boutique de l'orfèvre (en) de Michael Anderson, dont le scénario est directement inspiré de la pièce de même titre (en) écrite en 1960 par Karol Józef Wojtyła (devenu le pape Jean-Paul II en 1978). En dernière minute, elle est invitée à cette occasion à rencontrer le pape au Vatican mais, à son grand regret, elle est contrainte de refuser l’invitation car elle n’a pas le temps suffisant pour organiser la garde de son dernier fils.
Elle apparaît en 1989 dans le clip du single Liberian Girl de Michael Jackson,, où l'on voit entre autres le réalisateur Steven Spielberg, John Travolta, Whoopi Goldberg, Lou Ferrigno, ou encore Billy Dee Williams, de Star Wars.
Au début des années 1990, elle interprète Norma Bates,, la mère de Norman Bates, dans le téléfilm Psychose 4, au côté d’Anthony Perkins. Dès 1992, elle indique caresser depuis longtemps le rêve d’interpréter le rôle de Mère Teresa, : ce souhait se réalise onze ans plus tard, en 2003, avec le téléfilm Mère Teresa de Calcutta.
En 2014, elle retrouve pour la première fois après quarante-six ans son partenaire de Roméo et Juliette, Leonard Whiting, dans le film Social Suicide (qui sort en 2015). Le 30 décembre 2022, les deux acteurs intentent une action en justice contre le studio Paramount à Santa Monica, en Californie, réclamant une indemnité de 500 000 000 USD : ils accusent le studio, qui a produit le film Roméo et Juliette en 1968, de les avoir exploités sexuellement en diffusant une scène intime qui dévoile leurs fesses et leurs poitrines nues. Leur plainte est rejetée à deux reprises par la justice américaine : une première fois le 25 mai 2023, et une seconde le 21 octobre 2024.
Olivia Hussey a publié un livre de mémoires en 2018, intitulé The Girl on the Balcony : Olivia Hussey Finds Life after Romeo and Juliet (titre que l’on peut traduire par : La Fille au balcon : Olivia Hussey trouve une nouvelle vie  après Roméo et Juliette), dont certains chapitres ont été écrits en collaboration avec son fils aîné Alexander Gunther Martin ; l’actrice a même indiqué que son fils a été le principal rédacteur de l’ouvrage à partir de l’ensemble des notes qu’elle avait constitué et qu’il a permis de réduire la dimension du livre.

### Vie privée

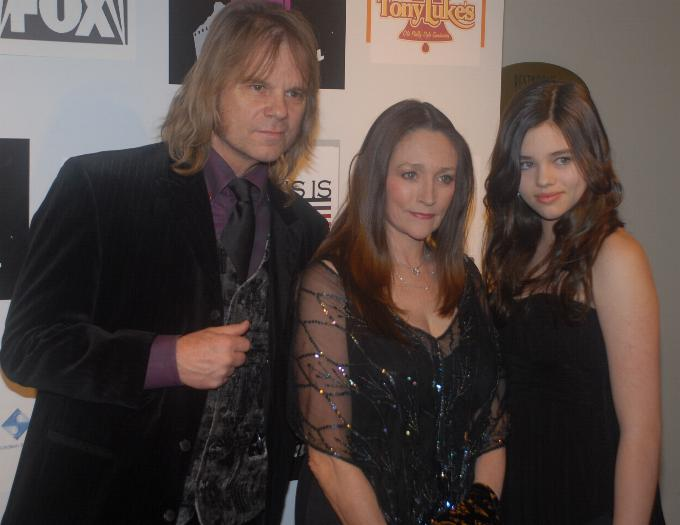
Olivia Hussey, en 2008, entourée de son mari, le musicien David Glen Eisley, et de leur fille alors adolescente, la future actrice India Eisley.

Argentine par son père, Britannique par sa mère, Olivia Hussey a ensuite obtenu la nationalité américaine.
Elle indique d’une part avoir souffert d’agoraphobie et, d’autre part, défendre la cause animale et être végétarienne.
Lorsqu’elle vient pour la première fois aux États-Unis, en 1969 l’année suivant la sortie de Roméo et Juliette, elle habite quelque temps la maison de Cielo Drive à Los Angeles où, un mois plus tôt, Sharon Tate, l’épouse de Roman Polanski, a été sauvagement assassinée par les « disciples » de Charles Manson.
À Cielo Drive, elle est violée par son petit ami de l’époque, Christopher Jones, se retrouve enceinte et choisit d’avorter.
En avril 1971 le jour de ses 20 ans,, Olivia Hussey se marie avec l'acteur américain Dean Paul Martin (fils du célèbre chanteur et acteur Dean Martin), dont elle a un fils Alexander Gunther Martin, né en 1973 (devenu ensuite écrivain et acteur). Le mariage périclite au bout de trois ans, et le couple divorce en 1978. Quelques années plus tard, en 1987, son premier mari mourra accidentellement à bord d’un avion de chasse de la garde nationale américaine.
À la fin des années 1970, elle est brièvement mariée à un chanteur et auteur-compositeur anglais, Paul Ryan (en).
En 1980, elle épouse en troisièmes noces le chanteur japonais Akira Fuse (en) dont elle a un fils, Maximillian Hussey Fuse, né en 1983. Le mariage se termine en 1989, après que le chanteur a souhaité retourner au Japon en 1987 afin de reprendre sa carrière. La mort prématurée du père de son premier fils et la rupture avec son troisième mari imposent à Olivia Hussey d’interrompre pendant un ou deux ans sa carrière d’actrice.
Elle se marie une quatrième fois en 1991, avec l'acteur et musicien américain David Glen Eisley, dont elle a une fille, India Eisley, née en 1993 (ensuite devenue actrice).

### Mort
Olivia Hussey meurt le 27 décembre 2024 à l'âge de 73 ans, en son domicile de Los Angeles (Californie), des suites d'une récidive d'un cancer du sein qui avait été diagnostiqué en 2008.

## Filmographie

### Cinéma
- 1965 : Cup Fever de David Bracknell : Jinny enfant
- 1965 : La Bataille de la villa Fiorita (The Battle of the villa Fiorita) de Delmer Daves  : Donna
- 1968 : Roméo et Juliette (Romeo and Juliet) de Franco Zeffirelli : Juliette
- 1969 : All the Right Noises (en) de Gerry O'Hara : Val
- 1972 : Meurtres au soleil (Un Verano para matar) d’Antonio Isasi-Isasmendi : Tania Scarlotti
- 1973 : Les Horizons perdus (Lost Horizon) de Charles Jarrott : Maria
- 1974 : Black Christmas de Bob Clark : Jessica Bradford
- 1975 : H-Bomb[9], avec Christopher Mitchum
- 1978 : Mort sur le Nil (Death on the Nile) de John Guillermin : Rosalie Otterbourne
- 1979 : Le Chat et le Canari (The Cat and the Canary) de Radley Metzger : Cicily Young
- 1980 : Détective comme Bogart (The Man with Bogart's Face) de Robert Day : Elsa
- 1980 : Virus (Fukkatsu no hi) de Kinji Fukasaku : Marit
- 1982 : Les Traqués de l'an 2000 (Turkey Shoot) de Brian Trenchard-Smith : Chris Walters
- 1987 : Machinations (Distortions) : Amy Marks
- 1988 : La Boutique de l’orfèvre (en) (La Bottega  dell'orefice) de Michael Anderson  : Thérèse
- 1990 : Guerres de l'ombre de Ringo Lam : Rebecca Ecke
- 1993 : Dans les griffes d'une blonde (Save Me) : Gail
- 1993 : Quest of the Delta Knights (en) de James Dodson : The Mannerjay
- 1995 : Le Marchand de glaces (en) de Norman Apstein : l’infirmière Wharton
- 1995 : Bad English I: Tales of a Son of a Brit
- 1996 : Lord Protector (The Dark Mist) de Roland Carroll : la voix des anciens
- 1998 : The Gardener : Mme Carter
- 1998 : Shame, Shame, Shame : la thérapeute
- 2002 : El Grito : Laura
- 2005 : Headspace (en) d’Andrew van den Houten : Dr Karen Murphy
- 2005 : Island Prey : Catherine Gaits
- 2006 : Sept Jours de grâce (en) de Don E. FauntLeRoy : Jewel
- 2007 : Tortilla Heaven (en) de Judy Hecht Dumontet : Petra
- 2008 : Three Priests : Rachel
- 2008 : Chinaman's Chance: America's Other Slaves : Mme Duncan
- 2015 : Social Suicide de Bruce Webb : Mrs Coulson, la mère de Julia
- 2015 : 1066[9] : la comtesse Gytha
- 2017 : One Week in Hollywood : Francine

### Télévision
- 1964 : Drama 61-67 (en), épisode Studio 64 : The Crunch : la fille de Mme Ken
- 1977 : Jésus de Nazareth de Franco Zeffirelli (mini-série) : la vierge Marie
- 1978 : The Bastard de Lee H. Katzin : Alicia
- 1978 : Le Pirate (en) (The Pirate) : Leila
- 1979 : The Thirteenth Day: The Story of Esther : Esther
- 1982 : Ivanhoé (en) : Rebecca
- 1984 : Les Derniers Jours de Pompéi (mini-série) de Peter Hunt : Ione
- 1985 : The Corsican Brothers (en) : Annamaria De Giudice
- 1985 : Arabesque, épisode Murder She Wrote : Kitty Trumbull
- 1990 : « Il » est revenu (mini-série) de Tommy Lee Wallace : Audra Phillips Denbrough
- 1990 : Psychose 4 (Psycho IV: The Beginning) de Mick Garris : Norma Bates
- 1994 : Lonesome Dove: The Series (série) : Olivia Jessup
- 1996 : Dead Man's Island (en) : Rosie, la femme de chambre
- 1996 : Saving Grace : Jewel
- 1997 : Incorrigible Cory (Boy Meets World), deux épisodes titrés A Long Walk to Pittsburgh : la tante Prudence Curtis
- 1998 : Minus et Cortex (série) : la reine (voix)
- 1999 : Superman, l'Ange de Metropolis (série) : Talia al Ghul (voix)
- 2000 : Batman, la relève (série) : Talia (voix)
- 2003 : Mère Teresa de Calcutta (Madre Teresa) : Mère Teresa

### Clip
- 1989 : Liberian Girl de Michael Jackson[9]

### Jeux vidéos (voix)
- 1998 : Star Wars: Rogue Squadron : Kasan Moor
- 2000 : Star Wars: Force Commander : AT-AA Driver, Abridon Refugee 2
- 2011 : Star Wars: The Old Republic : Jedi Master Yuon Par

## Théâtre (partiel)
- 1966 : The Prime of Miss Jean Brodie de Jay Presson Allen d’après le roman de même nom de Muriel Spark, théâtre de Wyndham (en) : Jenny[7],[6]

## Publication
- (en) The Girl on the Balcony : Olivia Hussey Finds Life after Romeo and Juliet, Kensington Books, 31 juillet 2018, 354 p. (ISBN 978-1-4967-1721-4, lire en ligne) ; l’ouvrage est préfacé par Franco Zeffirelli.